# Gradska općina Celje
Gradska općina Celje (slo.: Mestna občina Celje) je općina u središnjoj Sloveniji u pokrajini Štajerskoj i statističkoj regiji Savinjskoj. Središte općine je grad Celje.

## Zemljopis
Općina Celje nalazi se u središnjem dijelu Slovenije, u južnom dijelu Štajerske. Veći, sjeverni dio općine je u središtu prostrane i plodne Celjske kotline, dok je južni dio planinski - planine Posavskog Hribovja. Prosječna nadmorska visina općine je 304 metra.
U općini vlada umjereno kontinentalna klima. Najvažniji vodotok u općini je rijeka Savinja. Poslije nje važna i rijeka Voglajna. Svi ostali vodotoci su mali i njihovi su pritoci.

## Naselja u općini
Brezova, Bukovžlak, Celje, Dobrova, Glinsko, Gorica pri Šmartnem, Jezerce pri Šmartnem, Košnica pri Celju, Lahovna, Leskovec, Lipovec pri Škofji vasi, Ljubečna, Loče, Lokrovec, Lopata, Medlog, Osenca, Otemna, Pečovnik, Pepelno, Prekorje, Rožni Vrh, Runtole, Rupe, Slance, Slatina v Rožni dolini, Šentjungert, Škofja vas, Šmarjeta pri Celju, Šmartno v Rožni dolini, Šmiklavž pri Škofji vasi, Teharje, Tremerje, Trnovlje pri Celju, Vrhe, Začret, Zadobrova, Zvodno, Žepina

## Vanjske poveznice
- Službena stranica općine  Arhivirana inačica izvorne stranice od 19. ožujka 2018. (Wayback Machine)